# M. G. Ramachandran

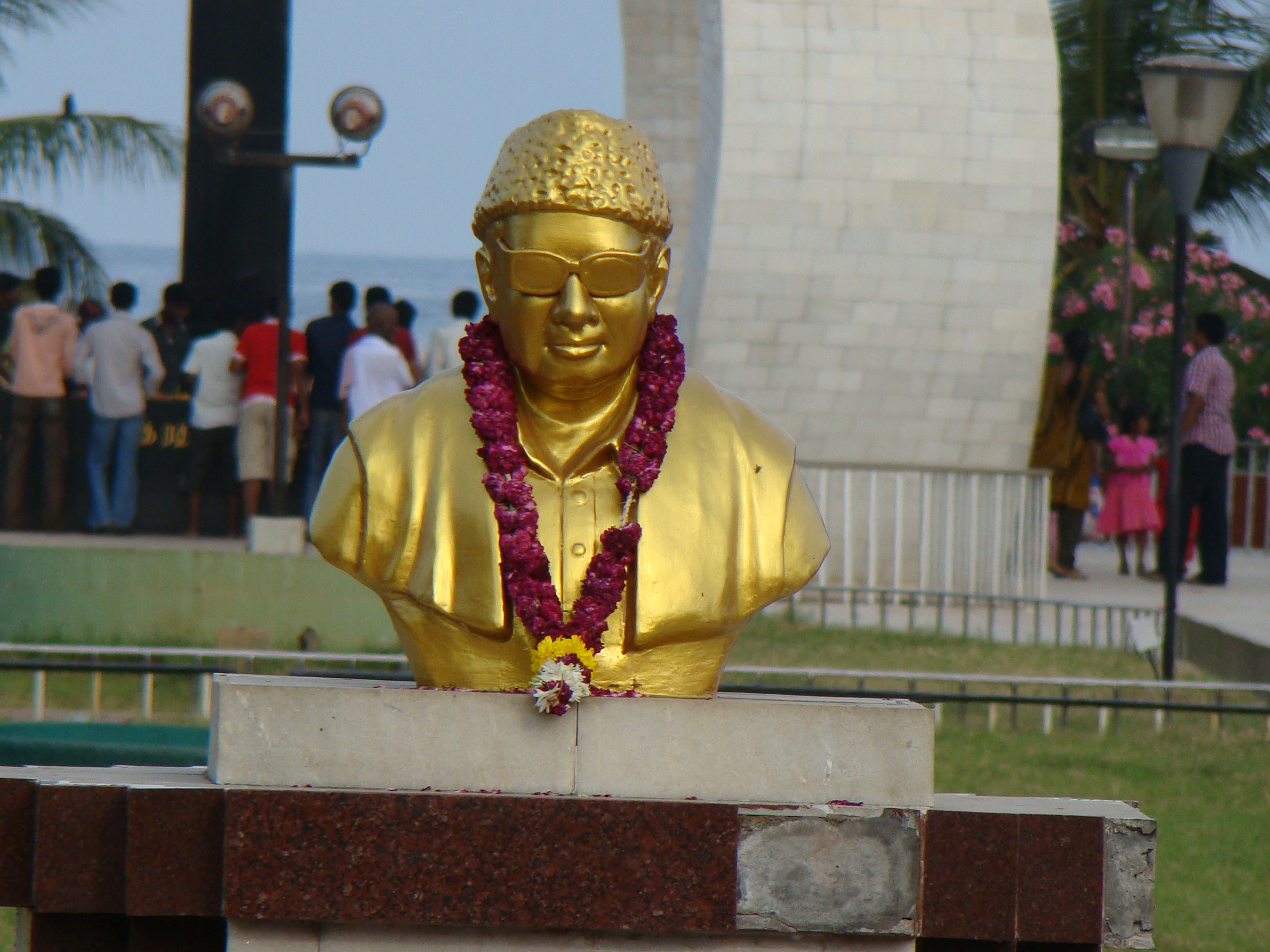
Büste M. G. Ramachandrans an seinem Grabdenkmal in Chennai

M. G. Ramachandran (Marudur Gopalan Ramachandran) (* 17. Januar 1917 in Kandy, Sri Lanka; † 29. Dezember 1987 in Madras, Tamil Nadu) war ein indischer Filmschauspieler und Chief Minister von Tamil Nadu.  Auf ihn wird häufig einfach nur mit dem Kürzel MGR Bezug genommen.

## Leben und Wirken

### Film
Seine Familie zog nach Tamil Nadu, als er Kind war, und lebte dort in Armut. Im Alter von sechs Jahren war Ramachandran bereits in einer Theatergruppe tätig. Seinen ersten Filmauftritt hatte er 1936, jedoch kam der Durchbruch dann erst mit Rajakumari (1947). In den 1950er Jahren trat Ramachandran als Held in vielen Abenteuerfilmen auf, so in Madurai Veeran (1956). Bis in die 1970er Jahre war er als Schauspieler beim Tamil-Film beschäftigt. Sein Leben wurde von dem tamilischen Regisseur Mani Ratnam in dem Film Iruvar fiktiv verfilmt.

### Politik
M. G. Ramachandran war seit 1953 parteipolitisch engagiert und saß schon in den 1960er Jahren für seine Partei, den „Bund für den Fortschritt der Drawiden“ (Dravida Munnetra Kazhagam, DMK), im tamilischen Parlament. 1972 gründete er die Anna-DMK, die 1977, später umbenannt unter dem Namen „Allindischer Anna-Bund für den Fortschritt der Drawiden“ (All India Anna Dravida Munnetra Kazhagam, AIADMK), die Wahl im Bundesstaat zusammen mit Indira Gandhis Kongresspartei gewann. M. G. Ramachandran wurde Chief Minister von Tamil Nadu. Er gewann auch die zwei darauffolgenden Wahlen und blieb bis zu seinem Tod im Amt. Sein Führungsstil war autoritär und populistisch.
M. G. Ramachandran wusste seine Popularität gut zu pflegen und er wurde teils abgöttisch verehrt. 22 Menschen begingen 1987 während einer schweren Krankheit Ramachandrans Suizid in der Hoffnung, ihm mit ihrem Tod zu helfen. Seine Bestattungszeremonie wurde von mehr als 2 Millionen Menschen besucht. In Madras wurde gar ein Tempel mit ihm als Gottheit gebaut.
M. G. Ramachandran ist Träger des Bharat Ratna (1988 postum verliehen).